# فرنگیس احمدوا
فرنگیس احمدُوا (ترکی آذربایجانی: Firəngiz Əhmədova; ۲۳ سپتامبر ۱۹۲۸ – ۱۶ دسامبر ۲۰۱۱) خواننده اپرا، مربی موسیقی، و دیپوتادو اهل اتحاد جماهیر شوروی سوسیالیستی بود. خواننده اپرا و مربی موسیقی برجستهٔ اهل جمهوری آذربایجان بود.او از سال ۱۹۵۱ به عنوان تکنواز در اپرای دولتی آذربایجان اجرا کرد. وی به‌طور گسترده‌ای در سراسر اتحاد جماهیر شوروی سابق به آواز خواندن در سالن‌های اپرای اصلی اروپای شرقی پرداخت.

## جوایز
وی برندهٔ جوایزی همچون نشان لنین و جایزه هنرمند مردمی اتحاد جماهیر شوروی شده‌است.